# Rollete

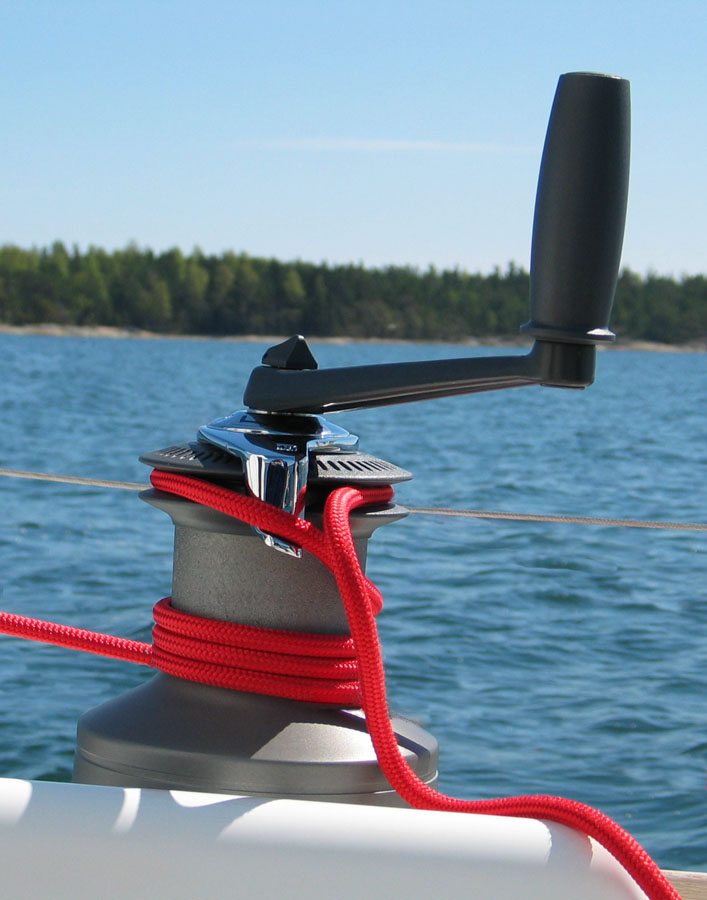
Rollete

El cabrestante, rollete, molinete, o cabestrante, es un aparato mecánico que consiste en un tambor (cilindro) de madera o metal que gira sobre un eje de metal, en el cual se enrolla o desenrolla un cabo (cuerda), accionado por una manivela y se coloca horizontal o verticalmente en varios lugares de una embarcación. Sirve para facilitar las maniobras o el laboreo de los cabos (cuerdas), disminuyendo el rozamiento de estos en aquellos puntos.